# Louis Blériot
Pour les articles homonymes, voir Blériot.
Ne doit pas être confondu avec Louis Bériot ou Louis Briot.
Louis Blériot, né le 1er juillet 1872 à Cambrai et mort le 1er août 1936 à Paris, est un constructeur de lanternes d'automobiles, d'avions, de motocyclettes et de chars à voile, et un pilote précurseur et pionnier de l'aviation française.
Ingénieur de l'École centrale Paris (promotion 1895), il a déposé plus de cent brevets d'inventions, dont celui du manche à balai ou « cloche Blériot » en 1907, dont la paternité est revenue finalement à Robert Esnault-Pelterie en 1919.
Il vole pour la première fois en 1907 dans un avion de sa conception. En 1909, il obtient le brevet de pilote no 1 délivré en France devenant ainsi le premier aviateur breveté au monde. Entre 1905 et 1909, il a produit onze prototypes dont le fameux Blériot XI avec lequel il est le tout premier à traverser la Manche en avion le 25 juillet 1909.

## Biographie
Louis Blériot naît le 1er juillet 1872 du mariage de Louis Charles Blériot et Clémence Marie Eugénie Candeliez,, tous deux Cambrésiens, au 13 bis, rue de l'Arbre-à-Poires à Cambrai (actuelle rue Sadi-Carnot).
Il commence ses études à l'Institution Notre-Dame en 1882. En 1887, il quitte Cambrai pour le lycée d'Amiens, le collège Sainte-Barbe à Paris puis l’École centrale des arts et manufactures, où il est admis en 1892.
Ingénieur diplômé de l’École centrale (promotion 1895), il entre chez Baguès puis effectue son service militaire dans l'artillerie à Tarbes au 24e régiment d'artillerie comme sous-lieutenant puis lieutenant de réserve au 36e régiment d'artillerie.
Au terme de sa carrière industrielle, Louis Blériot passe la main avant de mourir précocement le 1er août 1936, à son domicile au 288, boulevard Saint-Germain, emporté par une crise cardiaque,. Il est enterré au cimetière des Gonards à Versailles.

## Activité industrielle et découverte de l'aviation

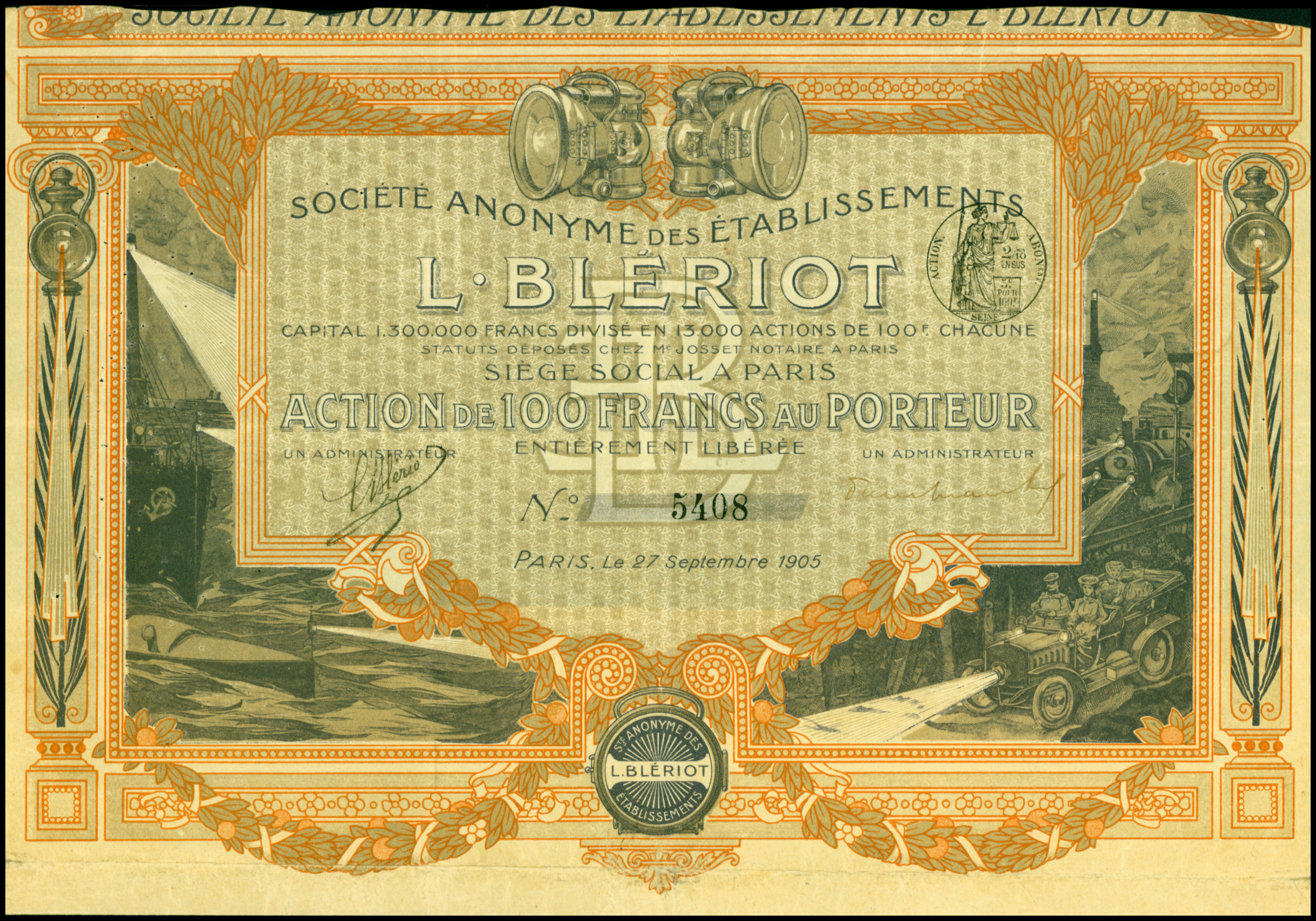
Action des Établissements L. Blériot en date du 27 septembre 1905.

Les Établissements L. Blériot qu'il a créés connaissent un succès certain dans la fabrication de phares à acétylène pour l’industrie automobile alors en pleine expansion.
Découvrant l'Éole de Clément Ader, il se lance dans la fabrication d’un premier modèle d'aéroplane :

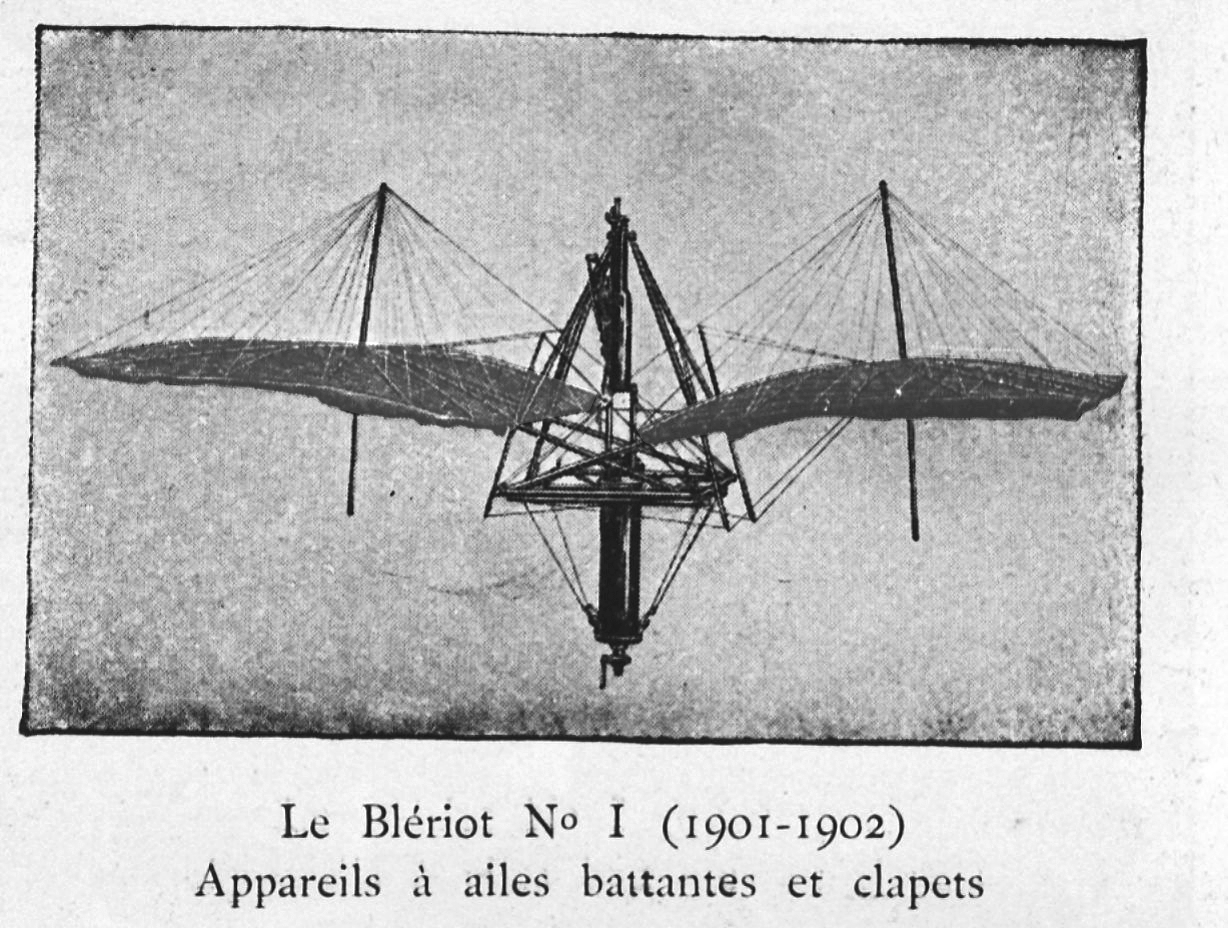
Blériot No I à ailes battantes, image de L'aviation triomphante, Gallica.

- le Blériot I est un oiseau mécanique à ailes battantes, d'1,50 mètre d'envergure, pesant 10 kg et mû par un moteur léger à acide carbonique de son invention fournissant environ deux chevaux (image ci-dessous). En janvier 1901, ce modèle s'envole. Cette année 1901 est également marquée par sa rencontre avec Ferdinand Ferber, à qui il voue une sincère admiration.

En 1903, il travaille avec le mécanicien et futur aviateur Julien Mamet, avec qui il préparera la traversée de la Manche, en 1909. L'écrasement au sol de plusieurs prototypes lui vaudra les surnoms peu flatteurs de « Roi des paquerettes » ou de « Blériot la casse » par la presse de l'époque. Il réalise les appareils suivants :
- Blériot II. En 1905, découvrant les travaux de Gabriel Voisin par l'entremise de Ferdinand Ferber, Blériot demande à Voisin de lui construire un planeur ;
- Blériot III (Blériot-Voisin I). Ils fondent en ce mois de mai 1905 le premier atelier d'aviation français « Blériot & Voisin » dans lequel Blériot se donne le rôle de concepteur et Voisin joue celui de mécanicien. Le Blériot III est dépourvu de moteur. Remorqué sur la Seine par le canot Antoinette, il capote après s'être brièvement détaché de l'eau à la suite d'un coup de vent ;
- Blériot IV (Blériot-Voisin II). Ayant besoin d'un moteur et grâce à Ferber, il rencontre Léon Levavasseur qui est soutenu financièrement par Gastambile et Mengin. Il le décide à créer une société anonyme de construction de moteurs Antoinette dans laquelle il s'investit financièrement et place son frère Maurice Blériot comme administrateur. Après avoir équipé le précédent modèle d'un moteur Antoinette et ayant cédé à Voisin qui est contre les ailes en ellipses, il construit le Blériot IV, un hydravion qui ne connaît pas le succès. Ayant failli se noyer lors des essais précédents, Gabriel Voisin refuse de nouveaux essais sur la Seine ;
- Blériot IV bis. C'est un Blériot IV modifié, avec des roues à la place des flotteurs[12]. Le concepteur essaye sa création le 12 novembre 1906 au parc de Bagatelle mais il brise son appareil contre une pierre et un caniveau alors que son concurrent brésilien Santos-Dumont réussit un vol de 220 m ce même jour au même endroit. C'en est fini de l'association Blériot-Voisin.

## Prototypes
En 1907, Blériot installe un atelier d'avionnerie boulevard Victor-Hugo à Neuilly, engage du personnel et fait fabriquer à ses frais de nombreux modèles d'avions dont :
- Blériot V : construit en 1907, monoplan à configuration canard[13]. Le 21 mars 1907, Blériot essaie son monoplan dénommé « le Canard », no 5 de la nomenclature Blériot. Les ailes, gauchissables et incurvées, rappellent par leur profil l'aile de certains oiseaux planeurs. L'hélice du moteur Antoinette de 24 ch est placée à l'arrière de l'appareil, tandis que la gouverne de profondeur est placée à l'avant.

Les prototypes de Blériot
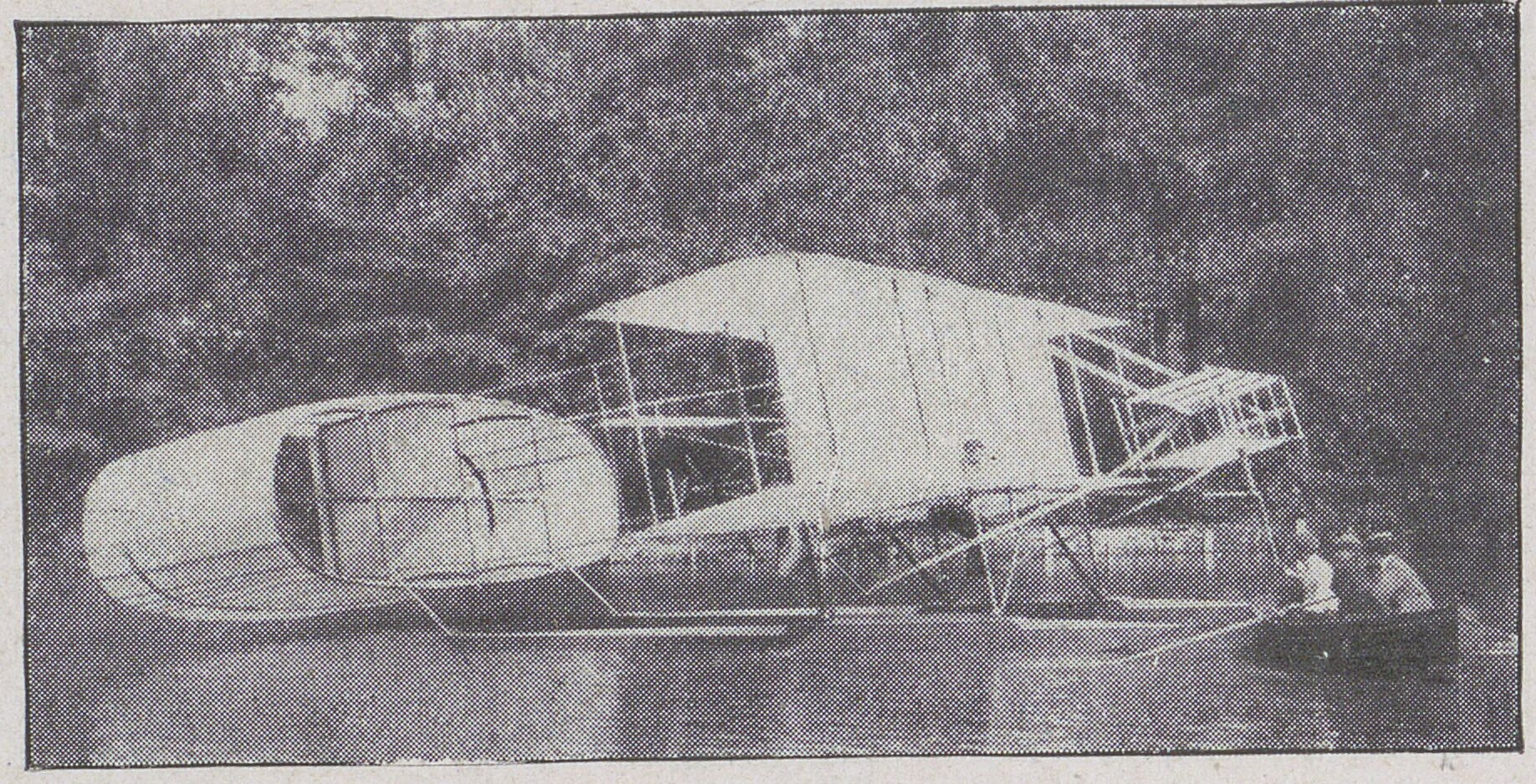
Blériot IV hydravion.
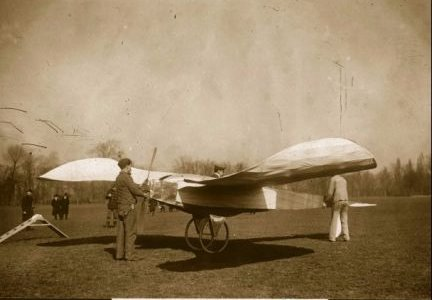
Blériot V.
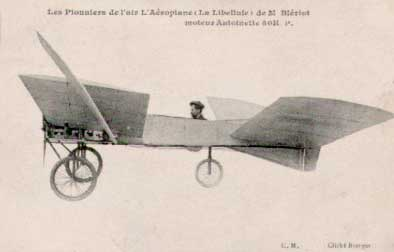
Blériot VI.
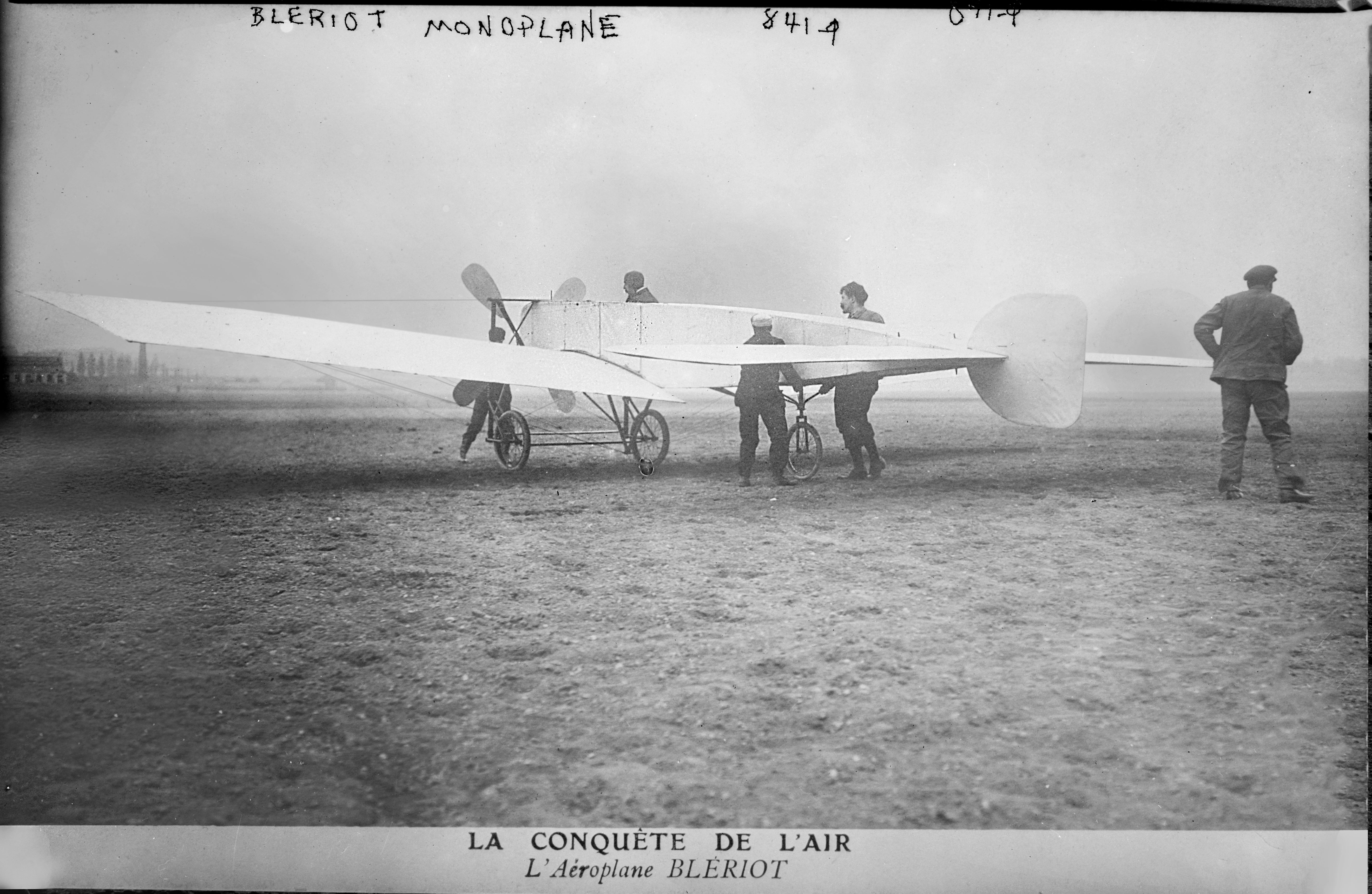
Blériot VII.
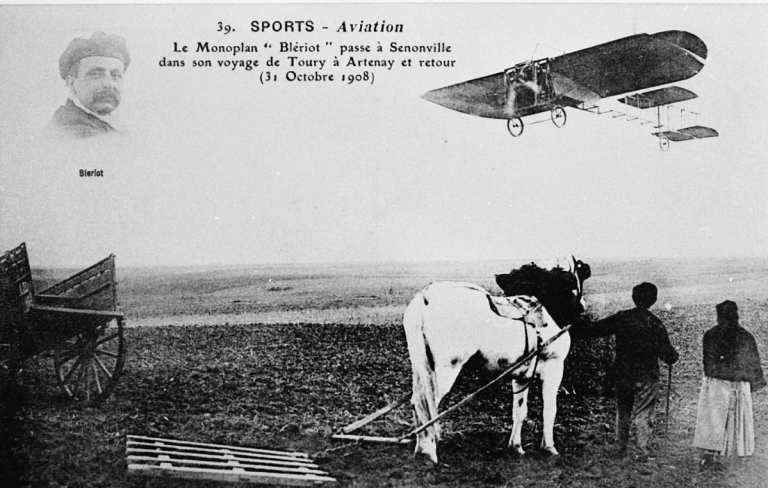
Blériot VIII.
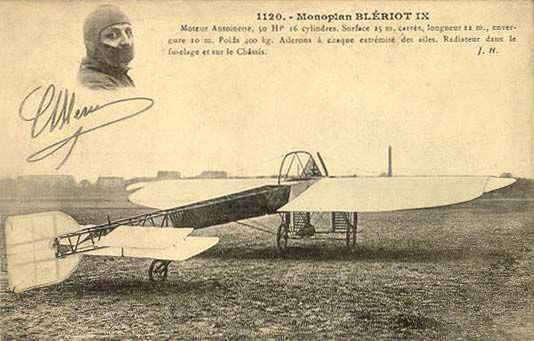
Blériot IX.
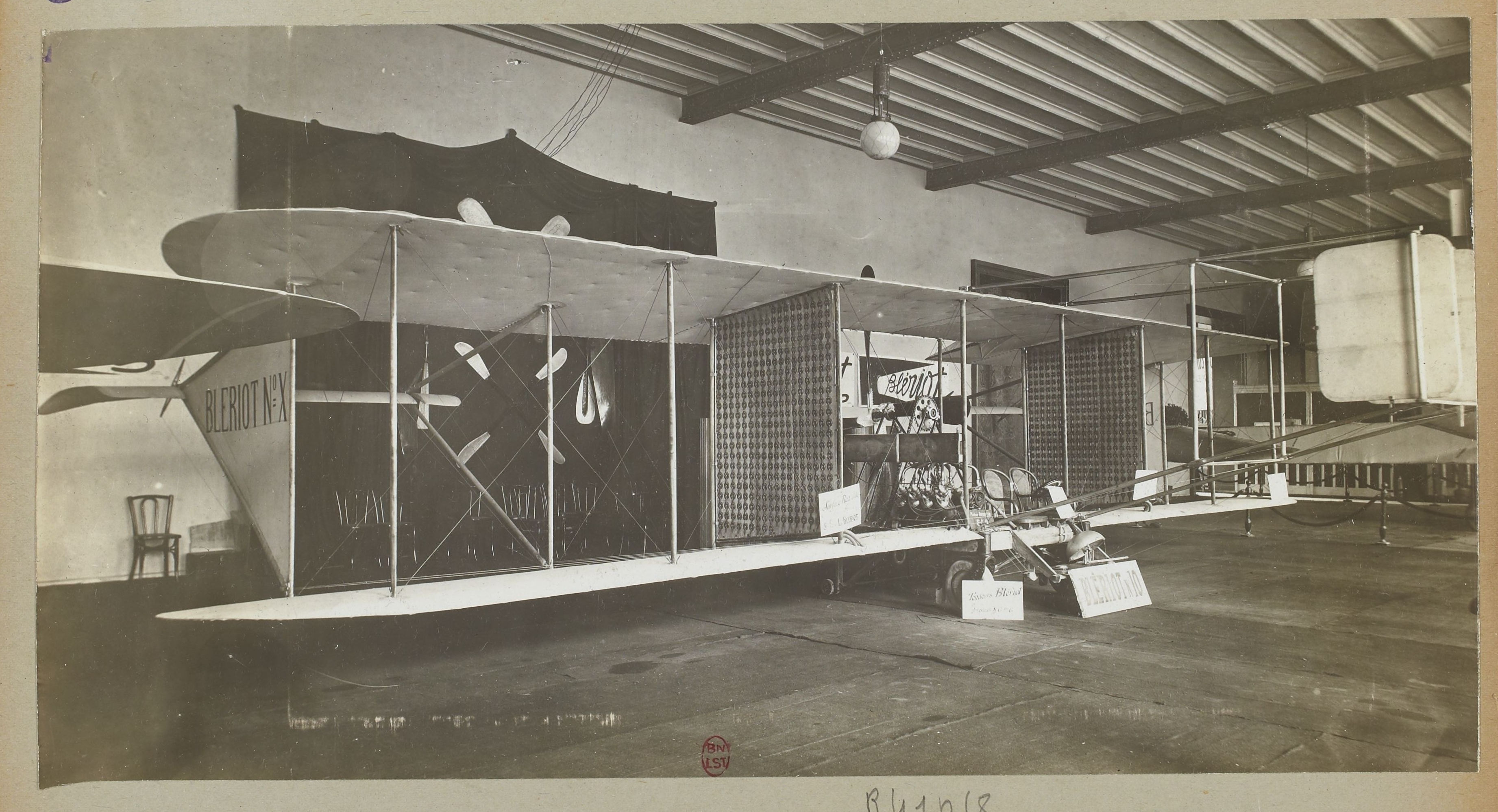
Blériot X.
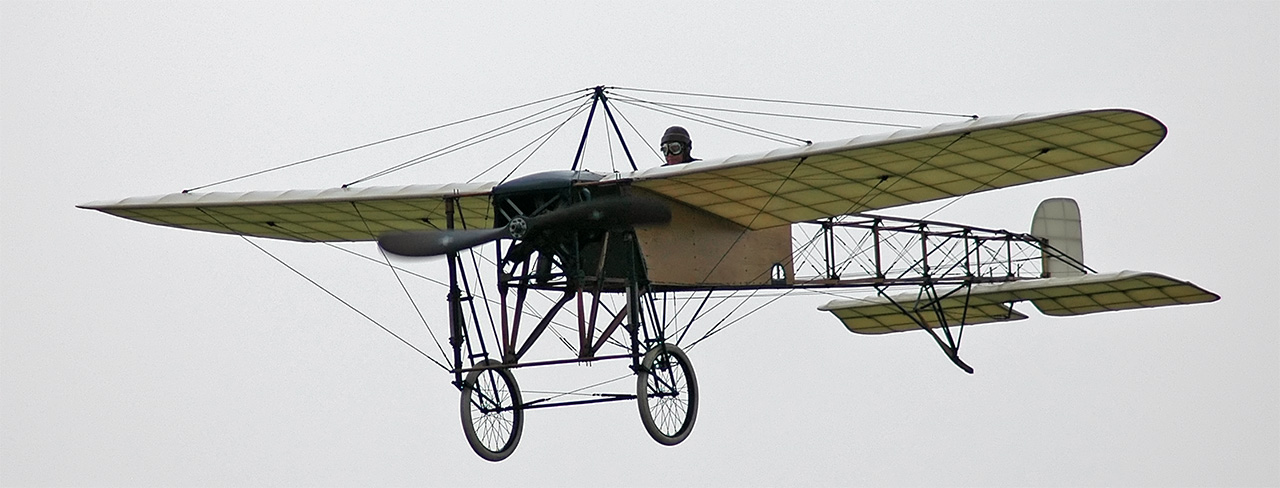
Blériot XI.
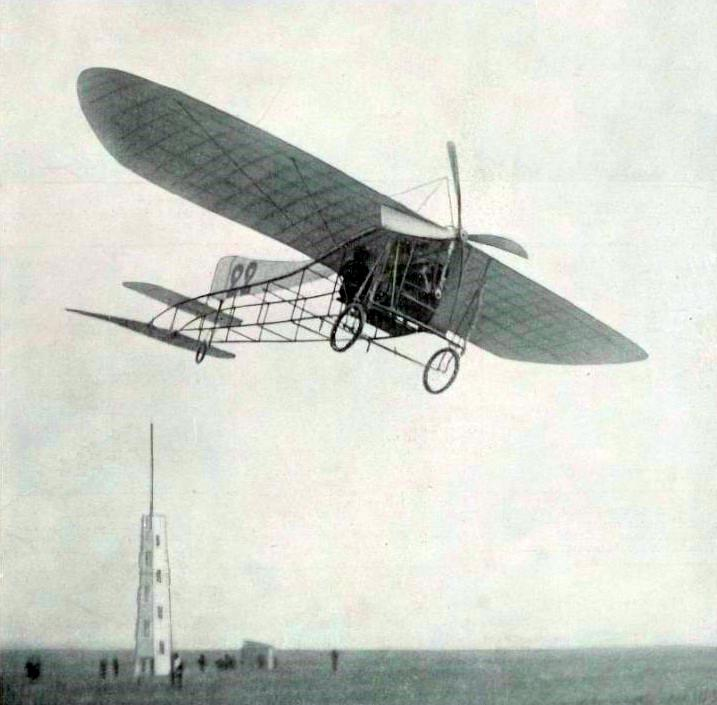
Blériot XII.
- Blériot XI en vol.
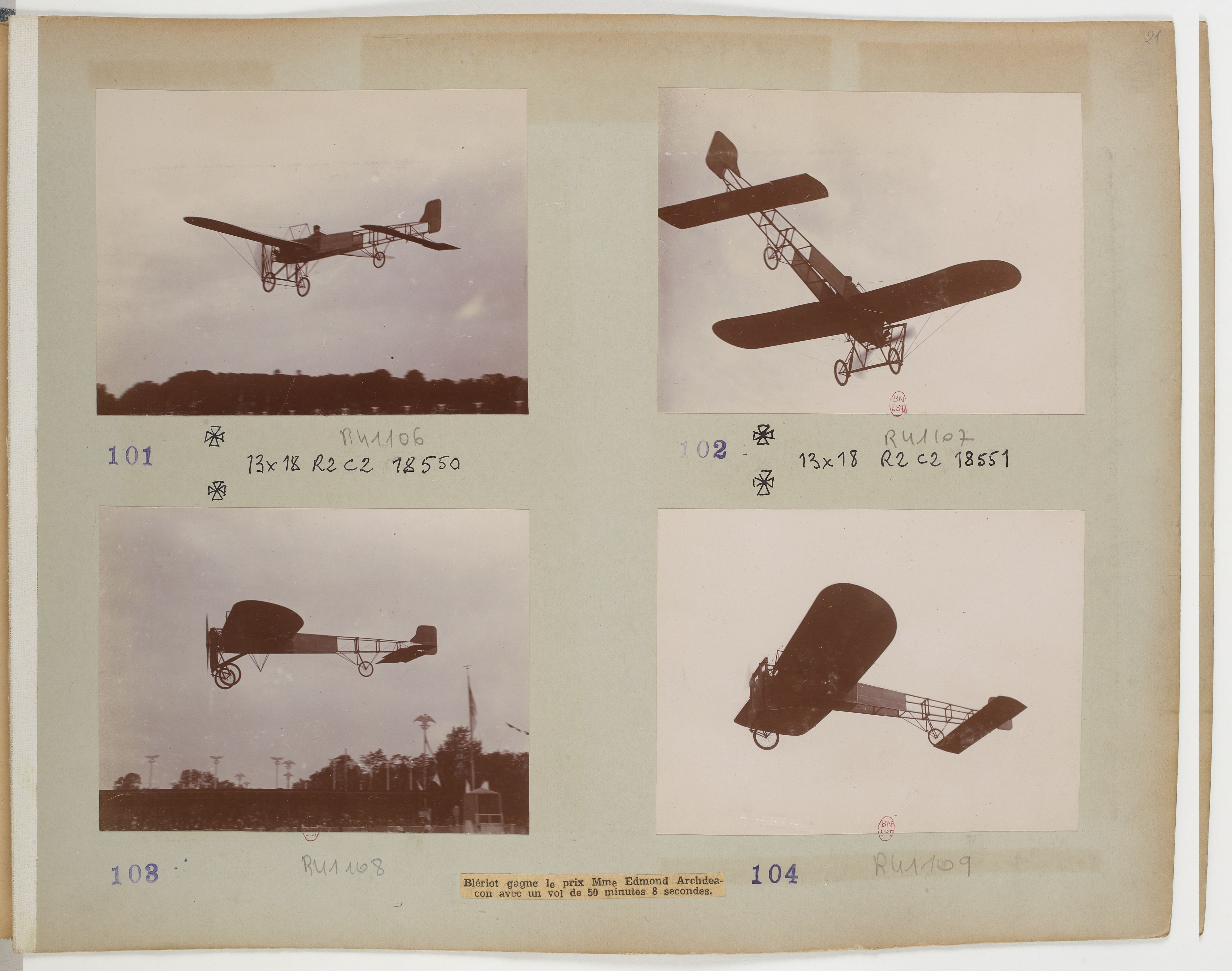
Louis Blériot remportant le prix de Mme Edmond Archdeacon en 1909.

Tandis que les appareils précédents avaient été pilotés par le contremaître Peyret (chef d'atelier de Louis Blériot dont l’atelier était situé boulevard Victor-Hugo à Neuilly), c'est désormais le constructeur qui pilote lui-même ses œuvres. Le Canard, doté d'une grande vitesse pour l'époque, parvient à quitter le sol avant qu'une fausse manœuvre ne lui fasse piquer du nez et n'entraîne son écrasement le 22 avril 1907.
- Blériot VI : juin 1907, avion à ailes en tandem, surnommé « la Libellule ». C'est un biplan inspiré du type de Langley, avec deux ailes en tandem, pour une surface totale de seulement 16 m2. Le fuselage est entièrement recouvert de papier verni. Les bouts d'ailes sont pivotants pour le contrôle latéral ; le gouvernail de direction est à l’arrière, mais il n'y a pas de gouverne de profondeur, le contrôle en tangage devant s'effectuer par déplacement du corps du pilote (le siège est coulissant). Les roues principales peu écartées du no 5 sont remplacées par deux roues plus écartées. La partie arrière du fuselage est soutenue par une troisième roue axiale. Le moteur Antoinette de 24 ch est placé à l'avant. Blériot effectue en juillet 1907 un premier vol de 80 m, ce qui l'encourage à doter l'appareil d'un moteur plus puissant de 50 ch. Au cours d'un essai le 17 septembre, l'appareil parcourt 200 m et atteint une hauteur de 25 m lorsque le moteur s'arrête brusquement. L'appareil descend alors avec une forte pente, « Me voyant perdu, l'idée me vint de quitter mon siège pour me précipiter vers la queue de l'appareil… il revint à plat, perdit sa vitesse et relativement lentement s'écrasa sur le sol. J'étais indemne. »[14]. Les ailes et le fuselage de l'appareil sont brisés.
- Blériot VII : septembre 1907, monoplan entraîné par un moteur Antoinette de 50 ch, hélice à quatre pales. Le no 7 est dérivé du précédent ; c'est plus exactement un monoplan à grand empennage, à ceci près que les ailes arrière sont maintenant mobiles et servent pour le contrôle en tangage et en roulis. Cet avion qui semble bien avoir été une conception personnelle de Blériot « est le prototype de toute l'aviation moderne »[15] : il comportait en effet un fuselage totalement recouvert, des ailes basses, une hélice tractrice montée sur un moteur intégré au fuselage, un atterrisseur classique et des gouvernes arrière. Avec un moteur de 50 ch, il réalise quelques vols dont un de 184 m le 17 septembre 1907, à une vitesse élevée de 80 à 90 km/h. Une fois de plus, l’appareil est accidenté à l’atterrissage en raison de l’exiguïté du terrain d’Issy-les-Moulineaux[16].
- Blériot VIII : construit à partir du Blériot VII entre février et juin 1908, il possède un corps fuselé quadrangulaire de dix mètres de long, deux ailes de 11,80 m d’envergure, réduite progressivement à 8,50 m. Le contrôle en roulis est obtenu par des parties pivotantes autour d’un axe horizontal montées à l’extrémité des ailes. Les gouvernails de direction et de profondeur sont placés à l’arrière. Le moteur Antoinette de 50 ch est placé à l’avant. Les deux roues du train principal placées en avant du centre de gravité sont montées sur un châssis élastique orientable. Ce modèle dispose du système de commande (la cloche Blériot) par manche à balai et palonnier qui s'est imposé par la suite. Les essais de cette version débutent à la mi-juin 1908 pour être interrompus à la suite d’incidents à l’atterrissage. Le 24 novembre 1908, l'appareil est détruit au cours d'un accident de roulage.
- Le modèle IX, novembre 1908, diffère du précédent par le dispositif de gauchissement de l’extrémité arrière des ailes à la place des ailerons et par l’augmentation de la puissance du moteur. C'est un 16 cylindres Antoinette de 65 ch refroidi par eau. Essayé sans succès, il est abandonné. À cette époque (fin 1908), les autres pionniers (Voisin, Farman, Wright) volent sur biplan[17].
- Le Blériot X est différent des modèles précédents de Blériot[18]. Inspiré des avions Farman et Wright, c'est un biplan de 60 m2 de surface portante avec gouvernail de profondeur à l'avant, stabilisateur et gouvernail de direction à l'arrière, surfaces verticales latérales placées entre les ailes (inspirées des avions de Ferber), châssis renforcé à roues analogue à celui des monoplans, moteur Antoinette de 50 ch avec démultiplicateur 30/12. Il présente un volant inclinable combinant les contrôles de profondeur et les surfaces mobiles latérales. Cet appareil, présenté au Salon de l'aéronautique de 1908, n’a pas été terminé.
- Le Blériot XI de 1909 conçu par Raymond Saulnier est un appareil monoplan à fuselage partiellement entoilé, les ailes recouvertes de papier parcheminé. Il est animé d'abord par un moteur R.E.P, puis par un Anzani plus léger, tricylindre en étoile à soupapes automatiques développant 25 ch. Ce petit appareil, d’une envergure de 7,20 m, effectue son premier vol le 23 janvier 1909 à Issy. L'envergure est augmentée, d'abord à 7,80 m puis à 8,40 m[19] ; ce modèle devient alors le célèbre Blériot XI de la traversée de la Manche. L'appareil a volé 50 min à Juvisy avant de couvrir 46 km en 56 min entre Étampes et Orléans, puis traverser la Manche. Blériot pensait que ce serait son dernier avion, car il était ruiné par ses inventions[20].
- Le Blériot XII est un monoplan à aile haute plus grand que le précédent. Avec cet appareil, Blériot réalise le premier vol avec deux passagers[21] (le Brésilien Santos-Dumont et le Français A. Fournier) le 12 juin 1909 à Issy. Le 28 août 1909, il bat le record du monde de vitesse sur un parcours de 10 km pendant la Grande Semaine d'aviation de la Champagne[22] à Reims, à la vitesse de 77 km/h. Le lendemain, l'avion est détruit à la suite d'une perte de contrôle.

## Moteurs et premiers vols
Louis Blériot entre en conflit avec Hubert Latham, le président de la société Antoinette, et Léon Levavasseur car leurs moteurs, malgré une conception prometteuse, sont impropres au vol. Blériot abandonne Antoinette et s'adresse au motoriste Robert Esnault-Pelterie de Billancourt pour équiper ses types X et XI et à la société Motors E.N.V limited de Courbevoie pour motoriser son type XII. Mais le mauvais fonctionnement des moteurs REP le contraint, sur le conseil de son mécanicien Ferdinand Collin, à s’adresser à Alessandro Anzani, qui copie les moteurs tricylindres de 25 ch refroidis par air, brevetés par Joseph-Ambroise Farcot, décédé.
Le 31 octobre 1908, Louis Blériot effectue son premier véritable voyage touristique aérien, entre Toury en Eure-et-Loir et Artenay dans le Loiret, et retour,. Pour réaliser ce vol historique d'environ 26 km (c'est le premier vol aller-retour de ville à ville) avec un Blériot VIII, il lui aura fallu deux heures environ, marqués de deux pannes moteur.
Le 3 juillet 1909, Louis Blériot participe au premier meeting aérien mondial au Champ d'aviation de la Brayelle avec son monoplan. Louis Paulhan y participe également sur biplan Voisin.
Le 13 juillet 1909, Louis Blériot gagne le prix du voyage de l'Aéro-Club de France en volant avec son monoplan no 11 de Mondésir à Chevilly, soit 41,5 km parcourus en 56 min,.
Louis Blériot s'installe à Buc, tout près de Versailles le 25 juillet 1909 sur 200 hectares, où il implante son aérodrome privé (l'aéroparc de Buc), puis, en 1913, une école de pilotage.

## Première traversée de la Manche en 1909

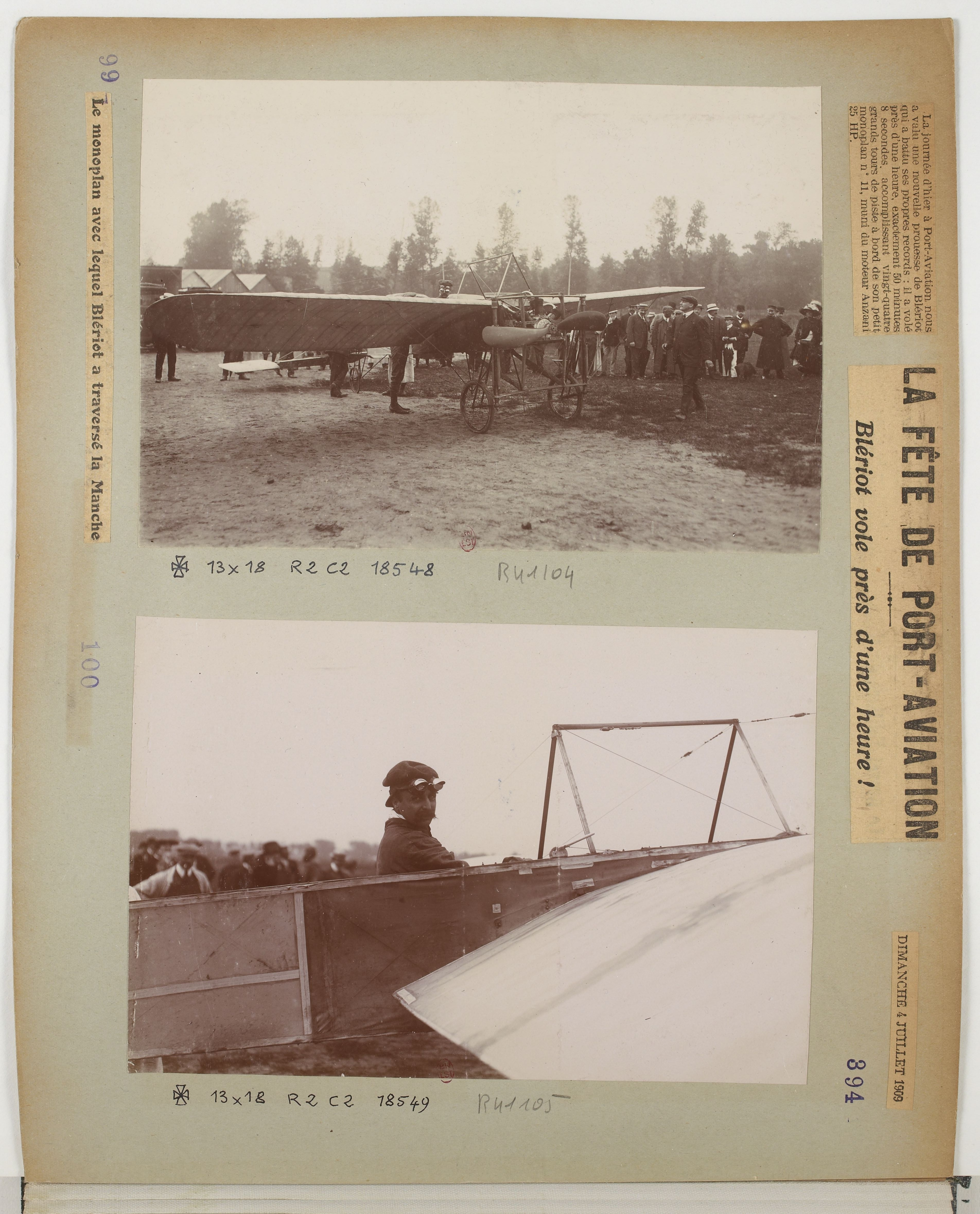
Blériot aux commandes de l'appareil de la traversée à la fête de Port-Aviation, le 4 juillet 1909.

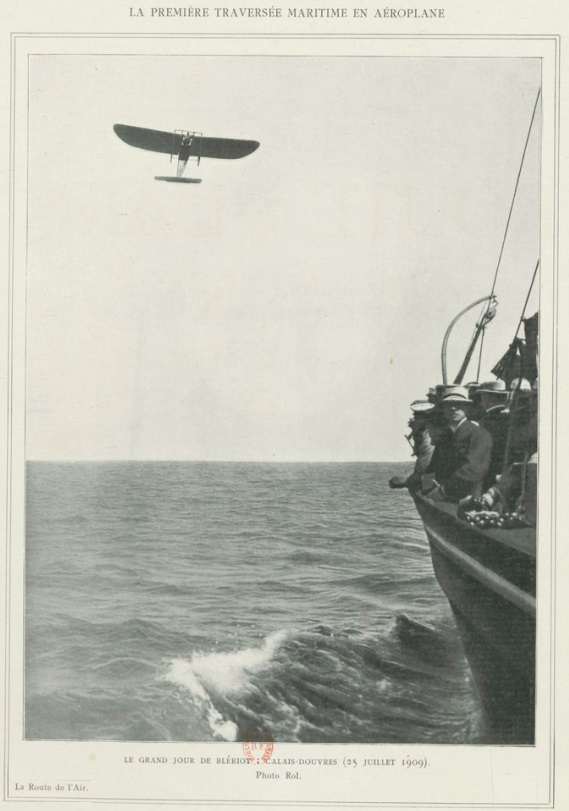
Blériot au-dessus de la Manche.

La course pour être le premier à atteindre la Grande-Bretagne par la voie des airs fait rage en ce mois de juillet 1909. Cependant, Blériot laisse la priorité à Hubert Latham dans la mesure où ce dernier s'est engagé dès le 2 juillet. Au lieu d'envoyer son no XI à Calais, il l'envoie à la ferme de Mondésir située à 6 km au sud d'Étampes. Comme Henri Farman, il y installe une école de pilotage, qui deviendra militaire. L'aérodrome d'Étampes - Mondésir existe toujours. Blériot y reste du 6 au 8 juillet avant de se rendre à Douai du 9 au 11 juillet avec son no XII.
Il revient le 12 à la ferme de Mondésir d'où il gagne le Prix du voyage de l'Aéro-Club de France, doté de 4 500 FF, en volant jusqu'à Chevilly près d'Orléans sur un parcours de 41,2 km effectué en 44 min 30 s à bord du type XI. Son prix sera d'ailleurs redistribué à raison de 1 500 FF pour Anzani (moteur) et 1 000 FF pour Chauvière (constructeur de l'hélice). Poursuivant sur sa lancée, il remporte le prix Mahieu et le prix de vitesse à Douai le 18 juillet. Le 19 juillet dans l'après-midi, Louis Blériot s’inscrit dans la course à la Manche puis s'installe à Calais le 21 juillet.
Blériot apprend que son concurrent Hubert Latham s'est écrasé dans l'eau après 13 km à cause de problèmes de moteur de son Antoinette IV — un échec qui le laisse sur la touche pour plusieurs jours. Blériot se voit contraint de tenter sa chance pour éviter que le comte de Lambert — d'origine russe même s'il est originaire d'une famille française émigrée à la Révolution —, élève de Wilbur Wright, ne réalise l'exploit avant lui.
Le 25 juillet 1909, Louis Blériot monte à bord de son Blériot XI, conçu en collaboration avec Raymond Saulnier, et équipé d'un moteur Anzani. Escorté par le torpilleur Escopette, il décolle au lever du Soleil. Cette dernière condition est exigée par le Daily Mail (journal britannique) qui est à l'origine du défi et met en jeu la somme de 25 000 francs-or. Malgré une blessure au pied, Blériot met 37 min à couvrir les 35 km du hameau Les Baraques, près de Calais, jusqu'à Douvres, à la vitesse moyenne d'environ 57 km/h, pour une altitude moyenne de vol de 100 m. Louis Blériot est ainsi le premier à traverser la Manche par la voie aérienne.

## Répercussions directes
Le hameau Les Baraques, faisant partie de la commune de Sangatte, sera plus tard rebaptisé Blériot-Plage en son honneur.
La traversée de la Manche réussie, le fidèle Alfred Leblanc lui avance les fonds pour lancer rapidement la fabrication en série du modèle de cette traversée. Blériot crée une école de pilotage à Pau, ville qu'il a connue lors de son service militaire à Tarbes et où il s'est marié. Le terrain qu'il choisit est situé dans la lande de Pont-Long, à 10 km au nord de Pau. C'est un terrain vague à peu près rectangulaire, long de 1 800 m et large de 500 m environ, couvert d'ajoncs, d'où les eaux s'écoulent vers le nord-ouest. Blériot y avait jalonné une ligne médiane, via deux pylônes espacés de 1 250 m, et dégagé, entre cette médiane et les limites du terrain, une piste large de 100 m devant les hangars, réduite à 25 m vers les extrémités et se refermant sur elle-même en contournant les pylônes.
Après l'exploit qui le rend célèbre dans le monde entier, Blériot participe à la Grande Semaine d'aviation de la Champagne fin août 1909. Par la suite, il cesse le pilotage pour se concentrer sur le développement et l’industrialisation de ses machines. La compagnie Blériot sait très vite tirer parti de la publicité, notamment avec son premier pilote de démonstration, Adolphe Pégoud.
Le 7 octobre 1909, l'Aéro-Club de France décide de décerner un brevet de pilote à seize pionniers de l'aviation. Personne n’osant faire passer un examen à ces pionniers, on prit la liste des pilotes et on les classa… par ordre alphabétique. Son nom commençant par un B, Louis Blériot se voit attribuer le brevet de pilote numéro 1,,. L’instauration du brevet de pilote intervient le 1er janvier 1910.

## Développement industriel

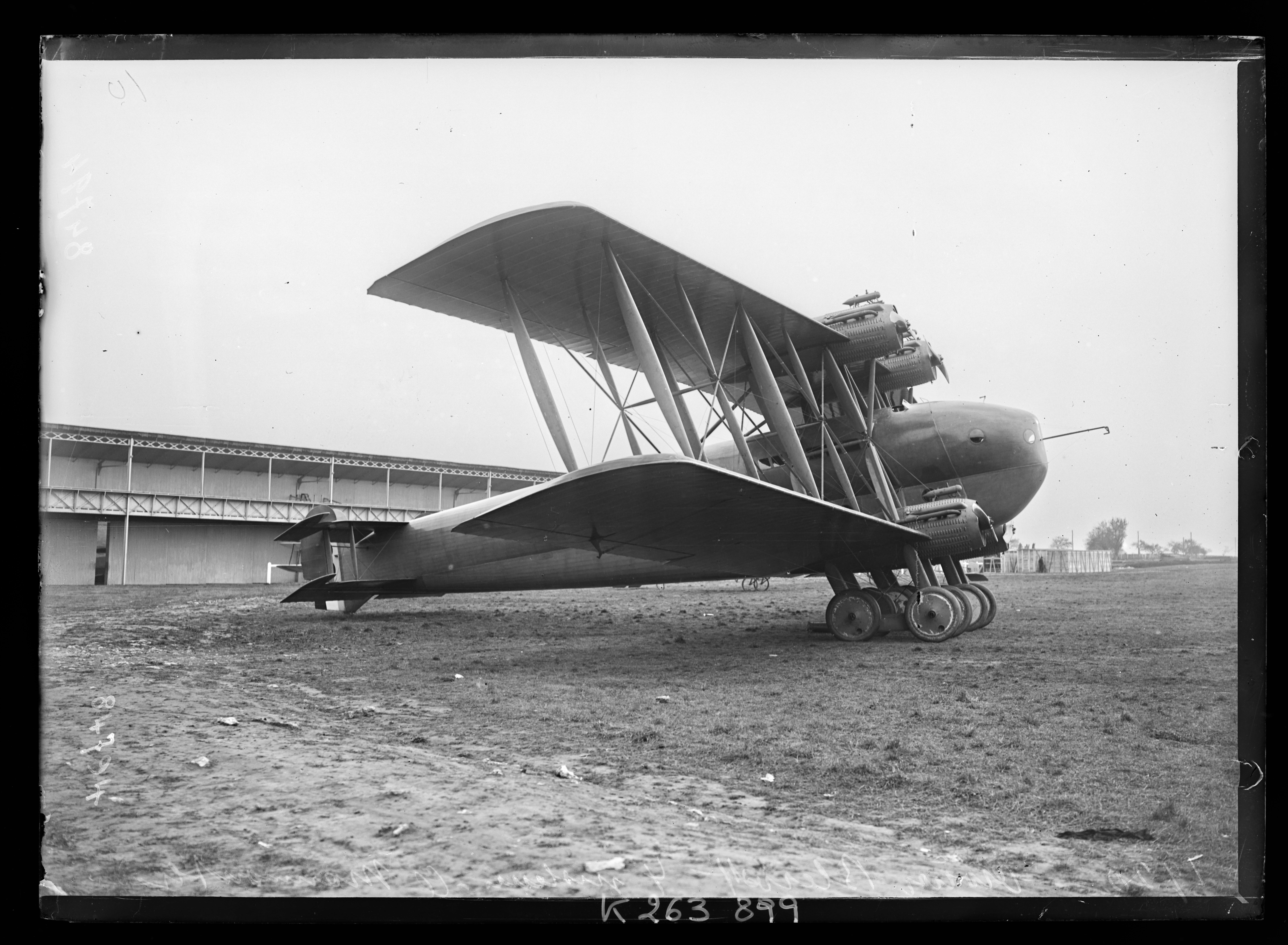
Le Blériot 75 Mammouth ou Aérobus

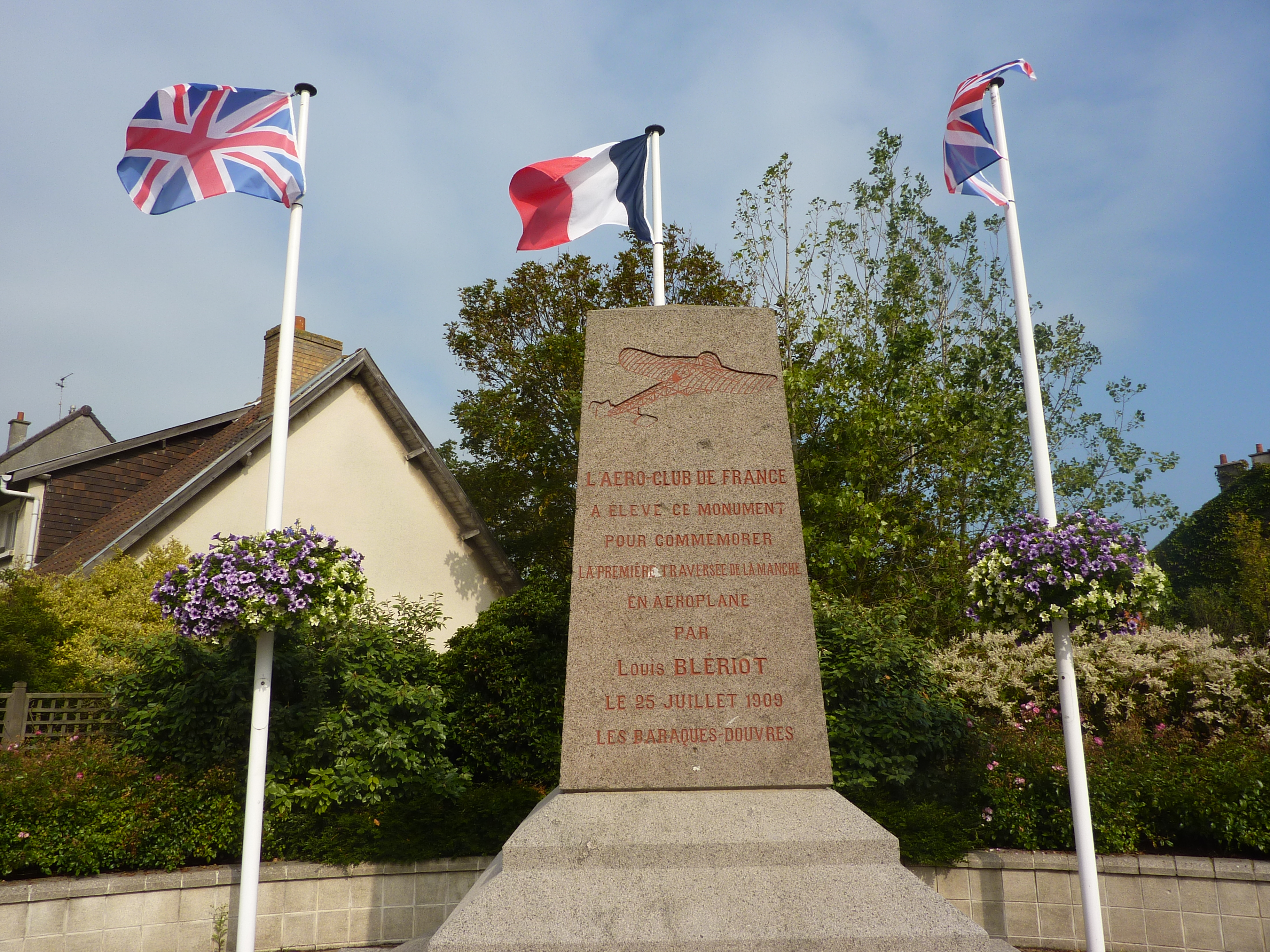
Monument Louis Blériot à Blériot-Plage.

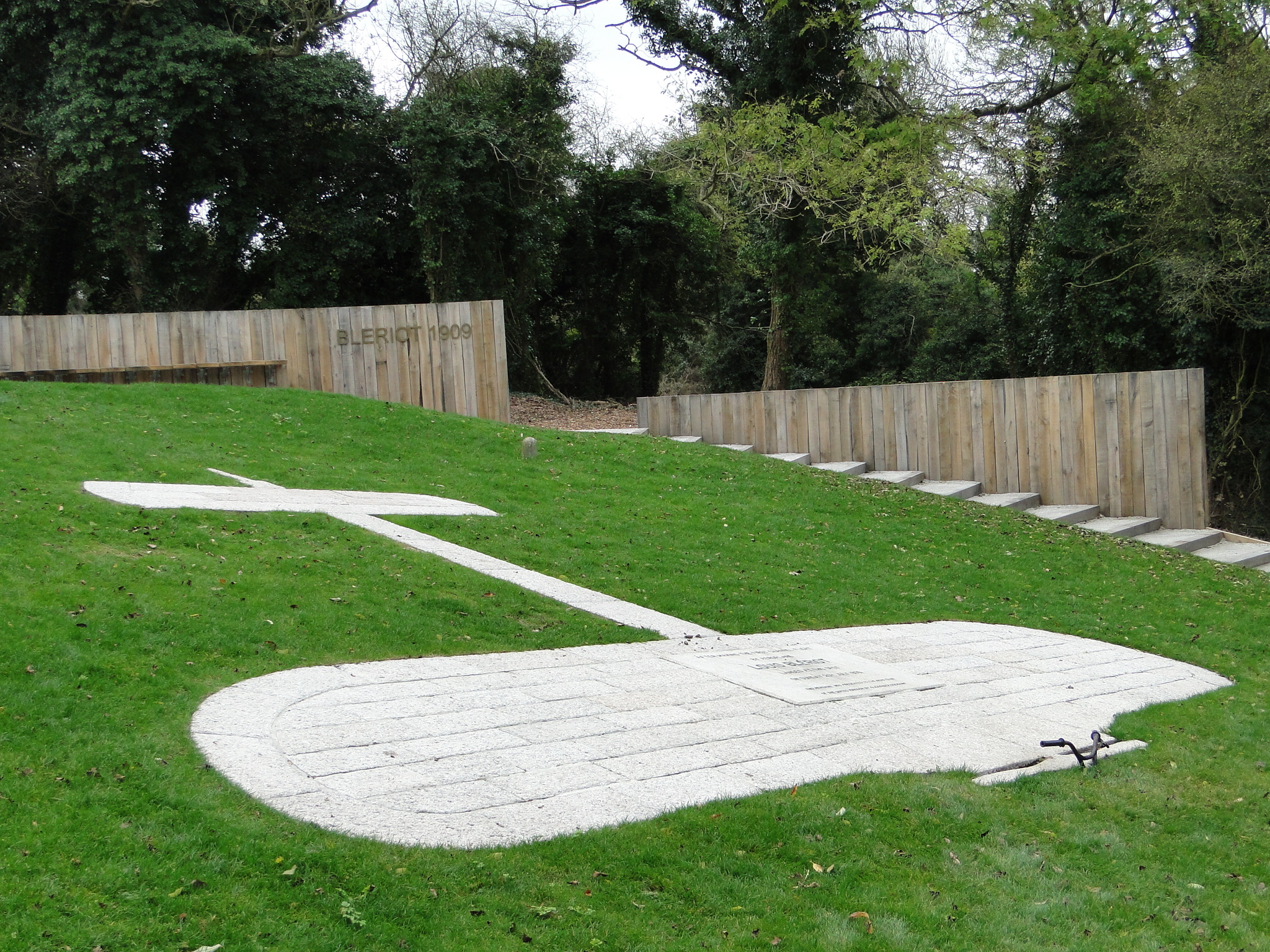
Le mémorial Blériot sur le site de son atterrissage près des falaises de Douvres à l'arrière du château (les poignées de bicyclette ne font pas partie du mémorial).

### Blériot Aéronautique
De 1910 à l'automne 1913, Blériot retire d'importants bénéfices de sa firme. Les commandes affluent et il doit agrandir ses ateliers. Il adopte un mode de vie aristocratique et s'établit dans un hôtel particulier du 16e arrondissement avec ses sept enfants. À la veille du premier conflit mondial, Alfred Leblanc, son vieux compagnon de route, assure la gestion courante de Blériot-Aéronautique dont le pionnier est l’actionnaire quasi unique et le banquier. Sa renommée outre-Manche lui permet de développer ses ventes au Royaume-Uni ; il met en service à Brooklands une base de montage et de réglage d'avions destinés à l'armée britannique.

En 1910, il construit le Blériot 75 quadrimoteur Aérobus (encore appelé Mammouth) qui inaugure l'ère du transport de passagers en nombre. Son pilote d'essai Léon Lemartin bat le record du monde avec sept passagers. Au début de l'année 1911, il est invité à participer au Circuit d'Angleterre, au cours duquel ses aéroplanes récoltent près de cent mille francs.

### SPAD
En août 1914, un groupe d'industriels conduit par Louis Blériot monte une nouvelle société pour acquérir les actifs de l'entreprise SPAD Deperdussin qui vient de faire faillite. Le nom de SPAD est conservé avec pour nouvelle signification : Société pour l'aviation et ses dérivés. Les avions de cette société, notamment les chasseurs biplans étudiés sous la direction de Louis Béchereau équiperont un grand nombre d'escadrilles françaises.
Le général Hirschauer, inspecteur permanent de l'aéronautique militaire, lance en 1913 un effort important de renouvellement du matériel en commandant 400 avions, dont des Blériot. Mais il avait été supplanté par un artilleur, le général Bernard, qui avait décidé que tous les avions, hormis les avions d'instruction, seraient blindés. Blériot fit partie des trois constructeurs qui proposèrent des prototypes forcément lourds et lents. Bernard, ayant déclaré que le conflit ne durerait pas plus de six mois, considérait comme inutile de commander de nouveaux avions. Les faits lui donnant tort, il est remplacé, le 11 octobre 1914, au poste de directeur de l'aéronautique militaire par Hirschauer, qui relance les commandes et rouvre les écoles d'aviation. L'armée limite en outre le nombre de modèles, ce qui conduit en particulier Blériot à se voir assigner la production de Caudron G.3. La fabrication ne débute qu'en février 1915, Caudron n'ayant pas fourni les plans. En mars 1915, le programme a deux bons mois de retard. Afin de satisfaire la demande, Blériot fabrique finalement 126 avions de sa marque au lieu des trois initialement prévus.
En 1917, les établissements Blériot aéronautique et SPAD assurent 10 % de la production d’avions en France. Blériot achète des sites industriels hors de Paris. En 1915-1917, il fait, par exemple, construire une usine à Suresnes, sur un quai de la Seine (ce qui favorise le transport des appareils), où pendant la guerre travaillent 2 500 ouvriers dans 28 000 m2 d'ateliers, produisant 23 unités par jour,,. Il devient le banquier de ses sociétés et fait des placements considérables dans l’industrie des loisirs, en particulier à Monte-Carlo.
Au total, Blériot produisit beaucoup d'avions (environ 10 000) pendant la Première Guerre mondiale, essentiellement dotés de moteurs Gnome et Rhône.

### Blériot absorbe la SPAD
En 1921, Louis Blériot décide la fusion de Blériot Aéronautique et de la Société pour l'aviation et ses dérivés (SPAD), la nouvelle entité s'appelant « Blériot-S.P.A.D. ». À cette date, les actifs de Blériot-S.P.A.D. comprennent l’usine de Suresnes (28 000 m2), l’école de pilotage de Pau, les ateliers et l’école de Buc ainsi que les installations annexes de Bègles.
En 1923, Blériot reprend Blanchard, une firme qui avait déjà construit plusieurs centaines d'hydravions à coque. Le chasseur S.P.A.D.-Herbemont, type 83, fait son apparition dans le but de procéder au recyclage des surplus de stocks de moteurs Hispano-Suiza. Quatre-vingts commandes sont reçues pour cet appareil entre 1924 et 1926.
De 1925 à 1926, le type 61 constitue le meilleur chasseur. Il se présente comme un sesquiplan à structure dural et coque en bois, mû par un moteur Hispano de 500 ch. Il ne voit le jour que grâce à quelques commandes polonaises en 1926 et 1927.
L'année suivante, une commande du Service technique de l'aéronautique pour le modèle 127 permet à la firme de survivre. Il s'agit d'un lourd monoplan dont l’aile haute est montée sur pylône, avec deux moteurs de 500 ch en nacelle et baptisé « multiplace de combat ».
Jusqu’en 1932, la firme du pionnier de la traversée de la Manche devient peu à peu un marchand de prototypes et un réparateur. L'usine de Suresnes travaille en discontinu et aucune série d'avions ne dépasse les cent unités. En 1933, Blériot, à court d'argent, doit négocier un rapprochement avec Farman-Frères. Suresnes ne ferait plus que de petits avions Farman tandis que le reste de l'activité serait décentralisé à Bègles.
À la mort du grand pionnier en 1936, ses affaires passent entre les mains de Farman-Frères et des A.N.F.-Mureaux, associés depuis novembre 1934 dans une Union corporative aéronautique (U.C.A.)

Portraits
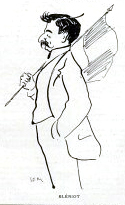
Caricature de Louis Blériot par Sem (1910).
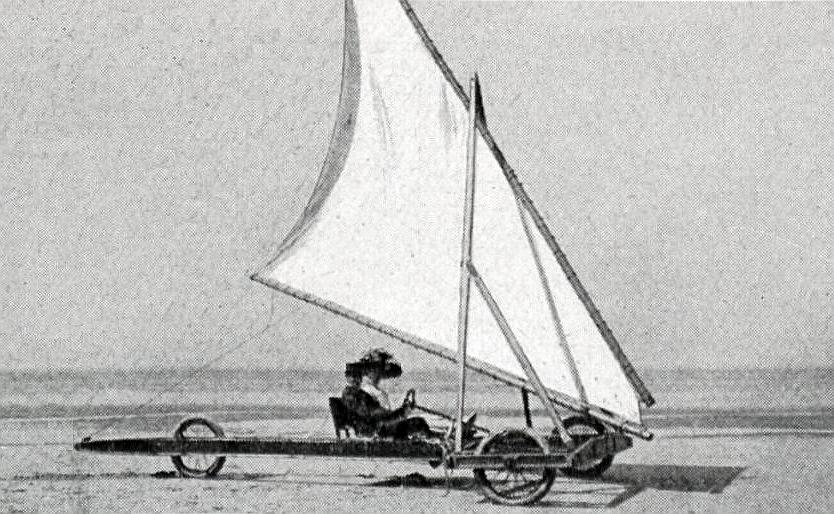
Blériot à Hardelot, été 1911.
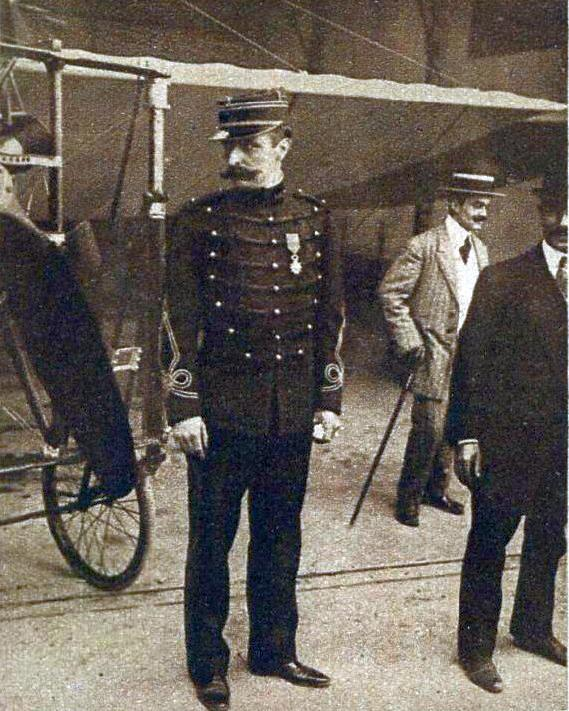
Louis Blériot, lieutenant de territoriale en 1910.
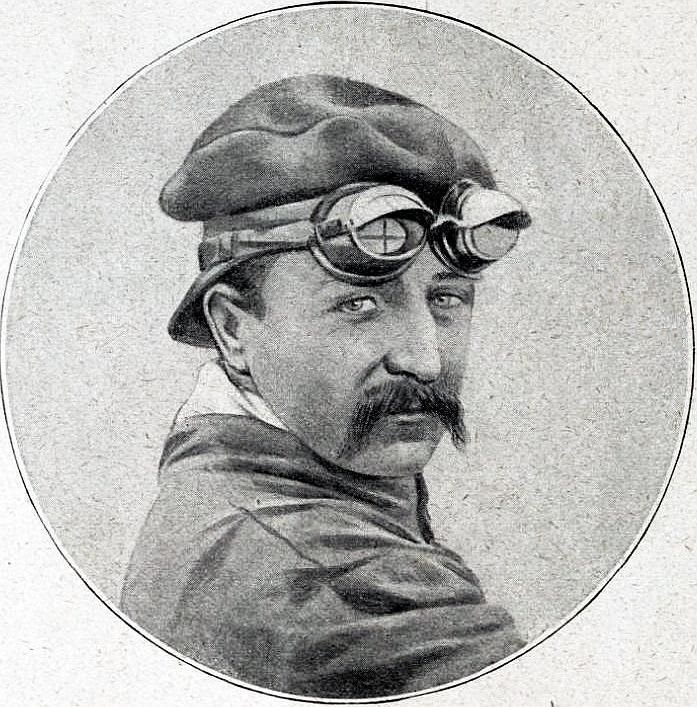
Louis Blériot en 1914.
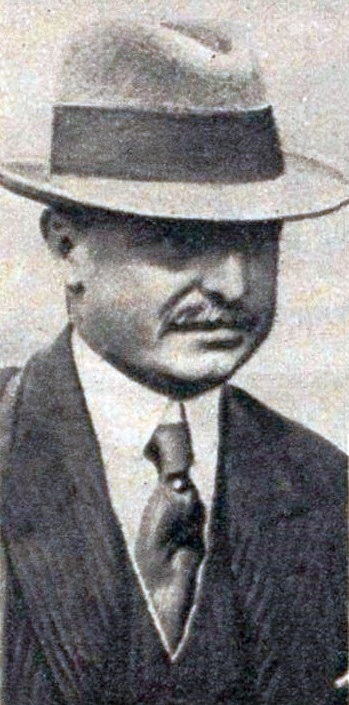
Louis Blériot en 1920.

## Nationalisation
En novembre 1936, le gouvernement français décide la nationalisation de toutes les entreprises françaises travaillant pour la Défense nationale.
La société Blériot-Aéronautique est absorbée par la Société nationale des constructions aéronautiques du sud-ouest (SNCASO), qui fusionne en 1957 avec la Société nationale des constructions aéronautiques du sud-est (SNCASE) pour former Sud-Aviation, qui fusionne elle-même en 1970 avec Nord-Aviation et la Société pour l'étude et la réalisation d'engins balistiques (SEREB) pour former la Société nationale industrielle aérospatiale. Celle-ci fusionne en 2000 avec Matra, puis en 2001 avec Daimler Chrysler Aerospace (DASA) et Construcciones Aeronáuticas Sociedad Anónima (CASA) pour former European Aeronautic Defence and Space company (EADS), devenue Airbus Group en 2014.
L'aéroparc de Buc est occupé par les Allemands en 1940, puis utilisé conjointement par l'Armée française, avec des hélicoptères, et des aéroclubs civils, avant de subir la fermeture administrative, en 1970.

## Aéroplage et char à voile
Louis Blériot s'intéresse dès 1909 au développement du char à voile, qu'il baptise plaisamment aéroplage, un nom qu'il fera déposer comme marque commerciale pour les chars à voile fabriqués dans ses usines, sur des brevets pris par un de ses employés, l'ingénieur Cazin.
Blériot utilise ses « aéroplages » sur le terrain de Buc, lorsque le vent est trop fort pour se risquer en l'air en aéroplane, puis sur les plages de la Manche et de la mer du Nord, en particulier à Hardelot sur la côte du Pas-de-Calais, où il possède une villa baptisée L'Escopette, du nom du torpilleur qui l'accompagna lors de la traversée de la Manche.
La plage d'Hardelot est encore aujourd'hui un des hauts lieux de ce sport qui se structurera rapidement et connaîtra ses premières compétitions internationales dès avant la guerre de 1914–1918.

## Motos Blériot
Les succès de Blériot en aéronautique lui assurent des commandes militaires pour la Première Guerre mondiale, ce qui l'amène à s'agrandir pour produire davantage, mais l'Armistice en 1918 fait annuler de nombreuses commandes, ce qui le conduit à développer son activité moto, avec un succès très mitigé.
Il produit de 1920 à 1923 une motocyclette dont les principales caractéristiques sont :
- Moteur : bicylindre vertical, 4T, à soupapes latérales, de 497 cm3
- Puissance : 12 ch à 3 000 tr/min
- Vitesses : 3
- Transmission : secondaire par courroie
- Roues : pleines
- Suspensions avant : fourche oscillante à roue tirée
- Suspensions arrière : en option
- Frein avant : sans
- Frein arrière : tambour et patin
- Cadre double arceau ininterrompu attelable à un side-car
- Vitesse maxi : environ 65 km/h.

## Galerie

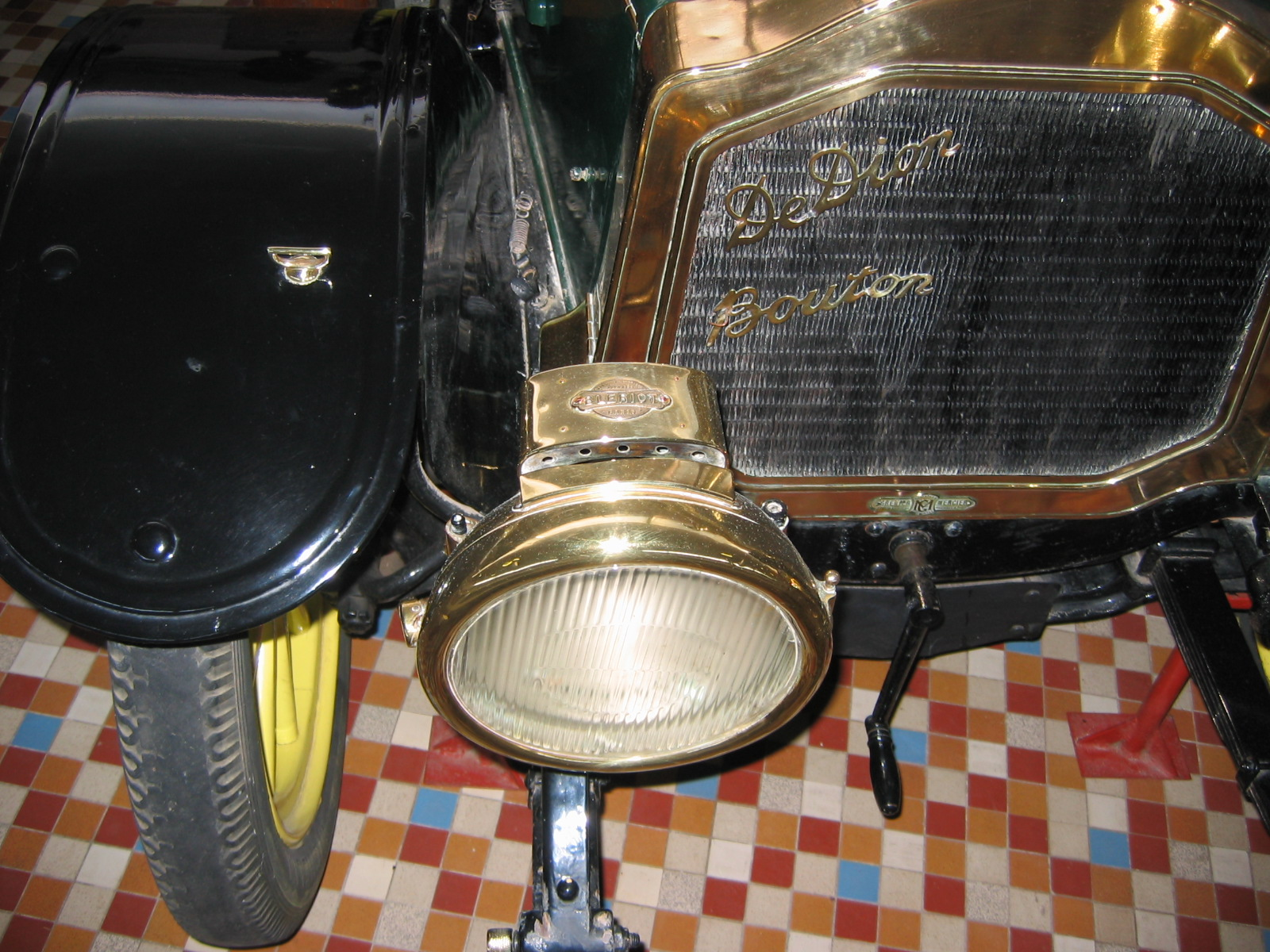
Phare avant droit Blériot sur une De Dion-Bouton « Landaulet » de 1908.
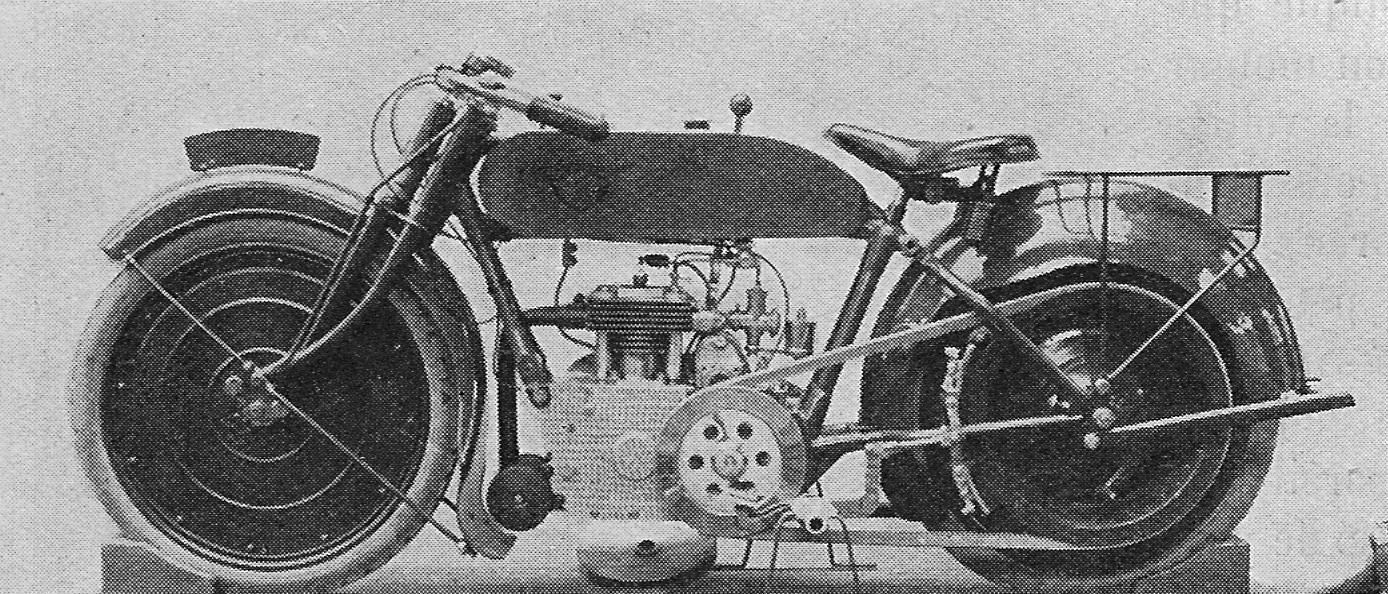
Photo d'époque d'une moto Blériot de 1920.
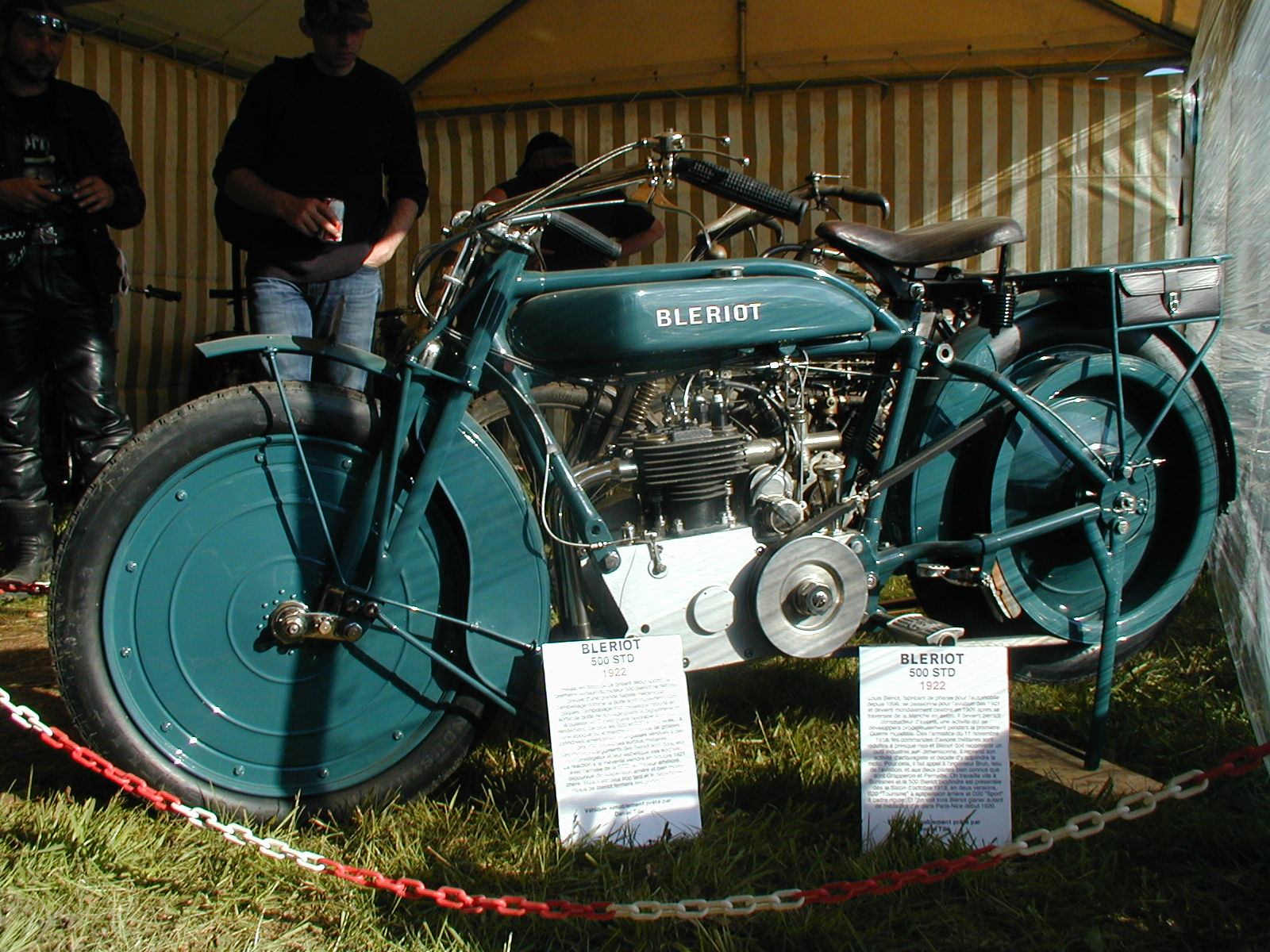
Exemplaire restauré d'une moto Blériot de 1922.

## Politique
Le 8 février 1914, Louis Blériot est candidat du Parti radical à une élection partielle dans le canton de Versailles-Sud, où il réside. Il obtient 1 852 voix, contre 2 072 à Jean Périnard, avocat, candidat de la droite URD, qui est élu.

## Hommages et commémorations

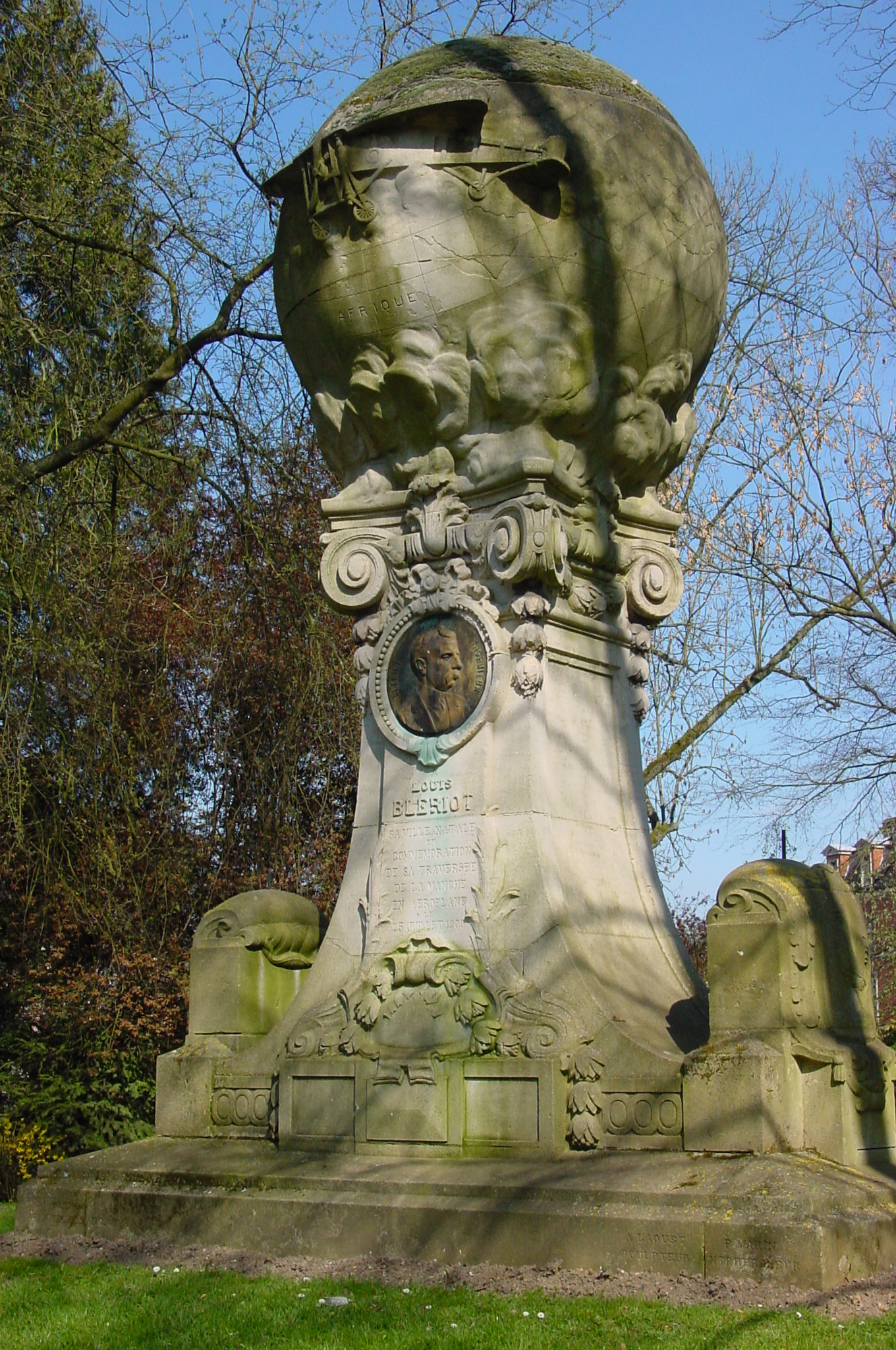
Monument à Louis Blériot à Cambrai.
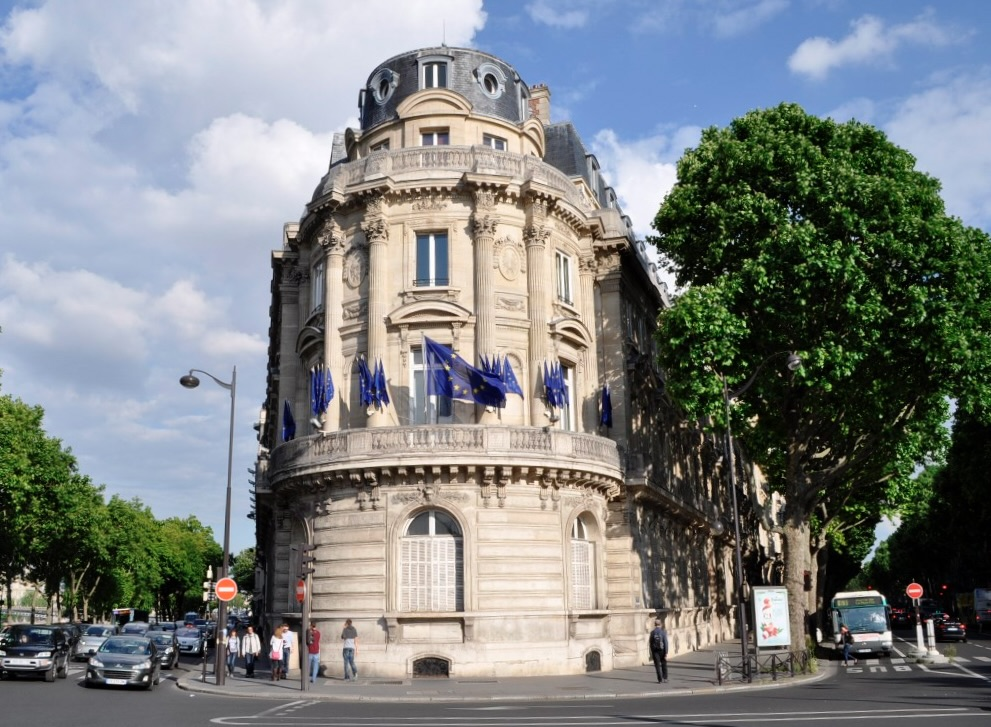
Bâtiment du 288, boulevard Saint-Germain où Blériot mourut.
Les mosaïques de l'ancienne usine de Blériot Aéronautique[43]. Le bâtiment actuel est occupé en partie par le groupe Airbus.
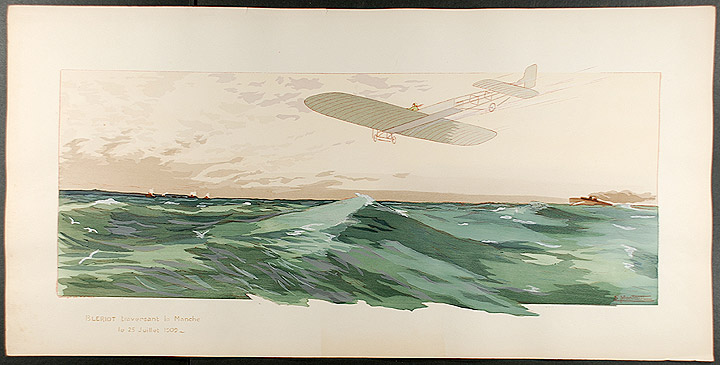
La traversée de la Manche vue par Ernest Montaut.

### Hommages

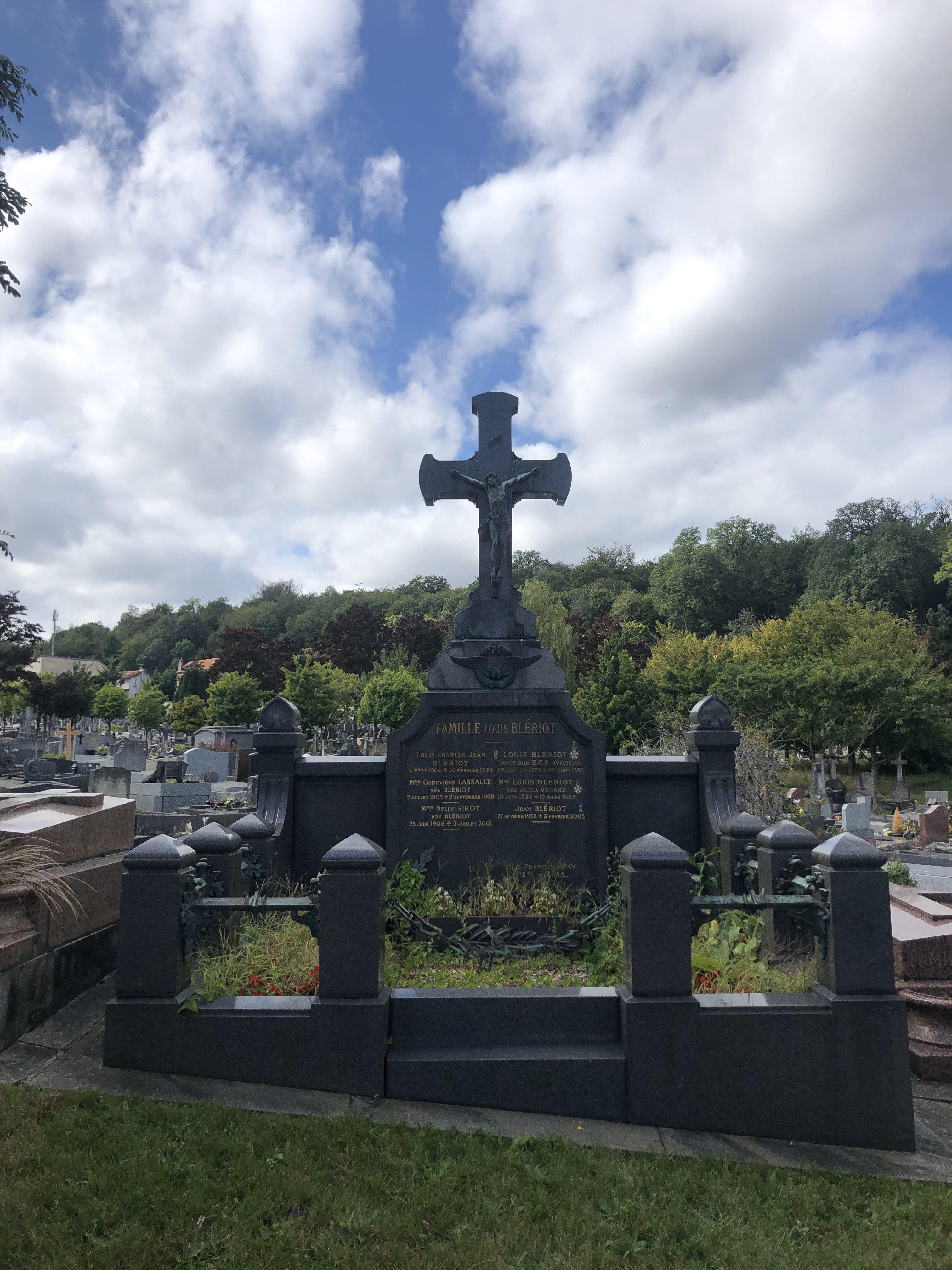
Tombe de Louis Blériot au cimetière des Gonards.

- Commandeur de la Légion d'honneur (1929)[44].
- Officier d'académie[45].
- Officier de l'ordre de la Couronne d'Italie

```
(1910)
[
46
]
```

- Commandeur de l'ordre de la Couronne (Roumanie) (1910)
- Détenteur du prix Osiris de l'Institut de France en 1909 avec Gabriel Voisin[47].
- Gloire du sport.

En mai 1927, Blériot est la première personne que Charles Lindbergh demande à voir à l'issue de sa traversée de l'Atlantique.
En 1936 est créée la médaille Louis Blériot, destinée à distinguer un aviateur particulièrement méritant dans le domaine de l'aviation légère.
Il est choisi en 2015 comme parrain de la Promotion 2017 (P2017) de l'École centrale Paris, promotion qui porte désormais son nom.

### Numismatique
L'aviateur est l'effigie d'une pièce de 10 € en argent éditée en 2012 par la Monnaie de Paris, pour la collection « Les Euros des Régions » afin de représenter le Nord-Pas-de-Calais, sa région natale.

### Philatélie
En 1934, à l'occasion du 25e anniversaire de la traversée de la Manche par Louis Blériot, la Poste française émet un timbre. D'autres timbres français ont été émis : en 1972 (centenaire de sa naissance) et 2009 (centenaire de sa traversée de la Manche). En 1927, le Blériot XI, avion du vol historique, est en surcharge avec la mention Poste Aérienne sur les timbres Merson 2 FF et 5 FF, ainsi que de nombreux timbres étrangers.[réf. nécessaire] En 2009, La Poste émet un timbre honorant l'Aérobus.

### Botanique
Le rosier grimpant 'Aviateur Blériot' est obtenu par Fauque en 1910.
Le rosier 'Louis Blériot' est obtenu par Meilland en 1996.

### Vols commémoratifs
En 1934, un Blériot XI commémoratif est construit par les ouvriers des usines Blériot. Cet appareil est conservé et plusieurs pilotes lui font traverser la Manche à diverses occasions, notamment lors des anniversaires de la traversée initiale, en particulier pour le cinquantième et le centième anniversaire. Cet avion vole également lors de certaines manifestations aériennes.

### Noms de rue
- Quai Louis-Blériot, dans le 16e arrondissement de Paris.
- Avenue Louis-Blériot, à Calais, Chassieu, La Courneuve, Villejuif, Vitry-sur-Seine, Marseille et Neufchâtel-Hardelot.
- Rue Louis-Blériot, à Artenay, Habsheim, Vendeuvre-sur-Barse, Boulogne-Billancourt, Buc, Cambrai, Hénin-Beaumont, Le Havre, Rueil-Malmaison, Clermont-Ferrand, Thorigné-Fouillard, Vendin-le-Vieil et Tarbes.
- Square Louis-Blériot, à Issy-les-Moulineaux.
- Rue Blériot à Chicoutimi, Québec, Canada.
- Rue Louis-Blériot à Mirabel, Québec, Canada.
- Bleriot Avenue à Addlestone, Surrey, Royaume-Uni.
- Bleriot Road à Heston, Londres, Royaume-Uni.
- Louis-Bleriot-Straße à Berlin-Niederschöneweide, Allemagne.
- Via Louis Blériot, à Naples, Italie.
- Bleriotgasse à Vienne-Simmering, Autriche.

### Nom portée par des établissements scolaires
L'école élémentaire d'Artenay reçoit le nom Louis Blériot le 30 juin 2023.
Le collège de Sangatte porte également le nom Louis Blériot.

### Astronomie
Un astéroïde de la ceinture principale, découvert le 16 octobre 1977, porte le nom de (11248) Blériot.

### Musique
Le pianiste et compositeur Giuseppe Sanalitro a rendu hommage à Louis Blériot avec le concept-album pour piano seul Au-delà (2021).

#### Bases de données et dictionnaires
- Ressources relatives à la vie publique :   - base Léonore
  - Patrons de France
- Ressource relative au transport :   - The Early Birds of Aviation
- Ressource relative aux beaux-arts :   - National Portrait Gallery
- Notices dans des dictionnaires ou encyclopédies généralistes :   - Britannica
  - Brockhaus
  - Den Store Danske Encyklopædi
  - Deutsche Biographie
  - Enciclopedia De Agostini
  - Gran Enciclopèdia Catalana
  - Hrvatska Enciklopedija
  - Internetowa encyklopedia PWN
  - Nationalencyklopedin
  - Proleksis enciklopedija
  - Store norske leksikon
  - Treccani
  - Universalis
- Notices d'autorité :   - VIAF
  - ISNI
  - BnF (données)
  - IdRef
  - LCCN
  - GND
  - Italie
  - Pologne
  - Israël
  - Tchéquie